# Vicente Guerrero (Jiquipilas)
Vicente Guerrero es una localidad del estado mexicano de Chiapas. Es parte del municipio de Jiquipilas.

## Toponimia
El nombre de la localidad rinde homenaje a Vicente Guerrero, héroe de la Independencia de México.

## Demografía
| Gráfica de evolución demográfica |
|                                  |

| Censo | Población |
| ----- | --------- |
| 1940  | 266       |
| 1950  | 295       |
| 1960  | 462       |
| 1970  | 787       |
| 1980  | 915       |
| 1990  | 1 299     |
| 2000  | 1 244     |
| 2010  | 1 383     |
| 2020  | 1 519     |